# Shadrack Kapchedureser
Shadrack Kapchedureser (ca. 1984 - 2009), ook wel Shadrack Kipkemboi of Shadrack Kemboi, was een Keniaans schaatser en inline-skater.

## Biografie
Kapchedureser was boer en hardloper in Kenia totdat Bart Veldkamp voor zijn programma Kluners uit Kenia op zoek was naar Keniaanse atleten die wilden gaan schaatsen. Hij werd uitgekozen om, met drie andere plaatsgenoten uit Eldoret, door Veldkamp voorbereid te worden op de Alternatieve Elfstedentocht op de Oostenrijkse Weissensee.
Kapchedureser reed op de eerste wedstrijd over 500 meter waaraan Kenianen meededen de snelste tijd en werd met 64,5 de eerste Keniaans recordhouder op de 500 meter. Ook op de 1000 meter was hij de snelste van de Kenianen en zijn 2.04,3 was dan wederom een Keniaans record.
Vanaf december 2007 was hij tijdelijk weer in Nederland en verbleef bij hetzelfde gastgezin als tijdens de opnames van Kluners uit Kenia. Hij specialiseerde zich in zowel shorttrack en langebaanschaatsen en trainde in Zoetermeer. In de zomer van 2008 nam hij deel aan het wereldkampioenschap inline-skaten in Spanje.
Op 2 januari 2009 werd bekend dat Kapchedureser kort daarvoor in een ziekenhuis in Kenia op 25-jarige leeftijd was overleden aan de gevolgen van een vergiftiging.

## Persoonlijke records
| Afstand    | Tijd    | Datum            | Baan     |
| ---------- | ------- | ---------------- | -------- |
| 500 meter  | 46,85   | 9 februari 2008  | Den Haag |
| 1000 meter | 2.04,14 | 17 december 2006 | Den Haag |
| 1500 meter | 2.18,13 | 24 februari 2008 | Den Haag |
| 3000 meter | 4.59,93 | 3 februari 2008  | Den Haag |
| 5000 meter | 8.15,89 | 12 maart 2008    | Den Haag |